# The Electric Age
The Electric Age šesnaesti je studijski album thrash metal sastava Overkill. Diskografska kuća Nuclear Blast Records objavila ga je 27. ožujka 2012. godine.

## Popis pjesama[1]
1. "Come and Get It" - 6:17
2. "Electric Rattlesnake" - 6:19
3. "Wish You Were Dead" - 4:19
4. "Black Daze" - 3:55
5. "Save Yourself" - 3:43
6. "Drop the Hammer Down" - 6:25
7. "21st Century Man" - 4:12
8. "Old Wounds, New Scars" - 4:11
9. "All over but the Shouting" - 5:30
10. "Good Night" - 5:36

## Zasluge

### Overkill
- DD Verni - bas-gitara, vokali, inženjer
- Bobby "Blitz" Ellsworth - vokali
- Dave Linsk - gitara, vokali, inženjer, snimanje
- Derek Tailer - vokali
- Ron Lipnicki - bubnjevi